# Нижние Сютти
Ни́жние Сю́тти — кордон в Лисинском сельском поселении Тосненского района Ленинградской области.

## История
В 1913 году на месте кордона находился дом лесника.
По данным 1933 года кордон Нижние Сютти в составе Тосненского района не значился.

Урочище Нижние Сютти на карте 1939 года

На топографической карте 1939 года обозначено урочище Нижние Сютти, в котором находился дом лесника.
По данным 1966 года кордон назывался Нижний Сютти и находился в составе Машинского сельсовета.
По данным 1973 года кордон назывался Нижние Сютти и также находился в составе Машинского сельсовета.
По данным 1990 года кордон Нижние Сютти находился в составе Лисинского сельсовета. Кроме него в составе сельсовета находились кордоны Сютти и Верхние Сютти.
В 1997 году на кордоне Нижние Сютти Лисинской волости проживали 2 человека, в 2002 году — 9 человек (русские — 78 %).
В 2007 году на кордоне Нижние Сютти Лисинского СП постоянного населения не было.

## География
Кордон расположен в северо-западной части района близ автодороги 41А-003 (Кемполово — Выра — Шапки), к северу от центра поселения — посёлка Лисино-Корпус.
Расстояние до административного центра поселения — 10 км.
Расстояние до ближайшей железнодорожной станции Тосно — 9 км.
Севернее расположено СНТ «Чистые Пруды».

## Демография
| 2007 | 2010 | 2017 |
| ---- | ---- | ---- |
| 0    | ↗2   | ↘1   |